# ملایوسف (مرند)
ملایوسف (مرند)، روستایی از توابع بخش مرکزی شهرستان مرند در استان آذربایجان شرقی ایران است.
وجه تسمیه روستای ملایوسف
روستای ملایوسف فعلی عمری حدود سیصد سال دارد.
مکان اصلی ملایوسف در دامنه کوه میشوو و در پائین دست های قله فلک داغی قرار داشت. نام این مکان به (ناوارخانا) و (چو خور یورد) موسوم است، و در حقیقت نام اصلی ملایوسف ناوارخانا بوده است.باقیماندۀ گورستان ده قدیمی در چوخور یورد قابل شناسایی است.از دامنه وسیع فلک داغی مسیل دو رودخانه بزرگی که عرض هر کدام 400 تا 500 متر می باشد به سوی دشت مرند دیده میشود و این می رساند که دره عظیم (فلک دره سی) در بارندگی های شدید می تواند چه سیل های عظیمی را راه بیندازد.
دره (فلک دره سی) خود از چند درۀ بزرگ تشکیل یافته است.
غرب فلک دره به (دوووزلوخ گوزی یی= گرازگاه شمالی) موسوم است وبالاتر از آنجا به (آت یالی یا یال اسب) بالاتر از (آت یالی) به (قانلی دره =دره خون آلود ) و بالاتر از آنجا به (درۀ جان آغا) موسوم است. قانلی دره پرتگاه های بزرگی دارد که لغزیدن پایی به تکه تکه شدن بدن انسان یا حیوان منجر می شود.سیل های عظیم راه افتاده از این دره بارها،روستاهای پائین دستی وقسمت هایی از مرند را باخود شسته واز بین برده است. در سالهای اخیر بابستن سد و دیواره های سیل بند وتقسیم، مسیرسیل های فوق تا حدی خطر سیل های ویرانگر از مرند مرتفع شده است.
در اصل درۀ فلک داغی و فلک دره سی به دومسیل (ناوار خانا چایلاغی) در شرق و"جان آقا چایلاغی" در غرب تقسیم میشود. قسمت غرب دامنۀ ناوار خانا به «دَللك دمی= دللََه دِمی» مشهور است. پائین دستی دللَه دمی به "ئیل لی یورد" که به (چولَه) میرسد، موسوم است.
تمامی این قسمت ها و مزارع به ملایوسفی های قدیمی که به "ناواراخانالی" موسوم بودند متعلق بوده وهست. ناوارخانه لی ها به علت بارش برف های سنگین کوهستان میشوو در زمستان و باران و سیل های شدید در دیگر فصول، دچار مشکلات متعددی شده و تهیه مایحتاج خود را از مرند به سختی بدست می آوردند، بخصوص بعلت بارش بیش از حد برف در یکی از زمستان ها که منجر به هلاکت تعدادی از اهالی شد، روستائیان تصمیم به مهاجرت به نقطه دیگری در املاک پائین دستی خود می گیرند.
تعدادی از این خانواده ها به روستای یام وبیشتر آنها به مکان فعلی روستای ملایوسف می کوچند و روستای جدیدی را بنا می نهند.
گفته می شود چون یکی از اولین کوچندگان (ناوارخانه ای) ریش سفیدی به نام ملایوسف بود ، لذا روستای جدید به "ملایوسف" موسوم می گردد.
این روستا در دهستان میشاب شمالی قرار دارد و براساس سرشماری مرکز آمار ایران در سال ۱۳۸۵، جمعیت آن ۵۱۱ نفر (۱۶۴خانوار) بوده‌است.